# Catabrosa
Catabrosa es un género de plantas herbáceas perteneciente a la familia de las poáceas. Es originario de las regiones templadas del Hemisferio Norte. Comprende 62 especies descritas y de estas, solo 2 aceptadas.

## Descripción
Las plantas son perennes con láminas foliares planas. Inflorescencia en forma de una panícula laxa. Espiguillas generalmente 2 florecidas, a veces floreados-3-1 o, subteretes; Glumas desiguales, más cortas que la espiguilla, delgadas, sin nervios la inferior, la superior prominente (1 -) 3 nervada, glabra; lemas oblonga cuando aplanada, redondeada en la parte de atrás, membranosa con un ápice escarioso, prominentemente 3-nervada; pálea 2-quilla, similar en textura a la lemma; estambres 3.

## Taxonomía
El género fue descrito por Ambroise Marie François Joseph Palisot de Beauvois y publicado en Essai d'une Nouvelle Agrostographie 97. 1812. La especie tipo es: Catabrosa aquatica (L.) P.Beauv.
Citología
El número cromosómico básico del género es x = 5, con números cromosómicos somáticos de 2n = 10 y 20, ya que hay especies diploides y una serie poliploide. Cromosomas relativamente «grandes».
Etimología
Catabrosa: nombre genérico que deriva del griego katabrosis = (una comida o devorar), en alusión a las glumas dentadas.

## Especies
- Catabrosa aquatica (L.) P.Beauv.
- Catabrosa werdermannii (Pilg.) Nicora & Rúgolo